# Moxing
Moxing (kinesiska: 磨形, 磨形乡) är en socken i Kina. Den ligger i provinsen Hunan, i den södra delen av landet, omkring 210 kilometer söder om provinshuvudstaden Changsha. Antalet invånare är 11786. Befolkningen består av 5 612 kvinnor och 6 174 män. Barn under 15 år utgör 25,0 %, vuxna 15-64 år 64 %, och äldre över 65 år 10,0 %.
Genomsnittlig årsnederbörd är 1 752 millimeter. Den regnigaste månaden är maj, med i genomsnitt 264 mm nederbörd, och den torraste är oktober, med 25 mm nederbörd.